# Ameryk
Ameryk (Am, łac. americium) – pierwiastek chemiczny z grupy aktynowców. Otrzymał go Glenn Seaborg ze współpracownikami w 1944 roku, bombardując uran-238 przyspieszonymi cząstkami α: {\displaystyle {}^{238}\mathrm {U} (\alpha ,n){}^{241}\mathrm {Pu} .} Powstały pluton-241 ulega spontanicznemu rozpadowi promieniotwórczemu β−, w wyniku którego powstaje ameryk-241. Został nazwany na cześć Ameryki. Jest miękkim, srebrzystobiałym metalem. Wszystkie jego izotopy są promieniotwórcze.
Pierwsza informacja o wytworzeniu ameryku została publicznie ujawniona przez Seaborga w dziecięcym quizie radiowym Quiz Kids stacji NBC w 1945, w odpowiedzi na pytanie jednego z uczestników, czy Seaborg odkrył jakieś inne nowe pierwiastki poza plutonem i neptunem. Oficjalnie odkrycie zakomunikowano 5 dni później.
Cena 1 grama AmO
2 wynosi ok. 1500 USD (cena ustalona w 1962 r., od tego czasu pozostała na zbliżonym poziomie – stan na 2018 r.).

## Właściwości chemiczne
Jest odpowiednikiem europu w szeregu lantanowców. Własnościami przypomina uran, neptun i pluton. Roztwarza się w kwasie solnym, ale nie roztwarza się w amoniaku.
W związkach występuje na stopniach utlenienia od III (najtrwalszy) do VI. Współstrąca się z solami lantanu. Adsorbuje na pentatlenku tantalu. Pod działaniem silnych utleniaczy powstają łatwo redukowalne jony amerycylowe AmO2+ i AmO22+.

## Właściwości fizyczne
Jest metalem niemagnetycznym i wykazuje nadprzewodnictwo.
242Am ma największy ze wszystkich aktynowców przekrój na wychwyt neutronów, ok. 8000 ±1000 barnów.
Ameryk-241 jest materiałem rozszczepialnym. Jego promień krytyczny wynosi 11,5 cm, a masa krytyczna 83 kg.

## Otrzymywanie
W śladowych ilościach niektóre izotopy mogły występować wraz z rudami uranowymi, np. w naturalnym reaktorze w Oklo w Gabonie. Na większą skalę (kilku gramów rocznie) jest produkowany w reaktorach jądrowych podczas bombardowania uranu (plutonu) neutronami i przejść beta, np.:
{\displaystyle {}^{239}\mathrm {Pu} (n,\gamma ){}^{240}\mathrm {Pu} (n,\gamma ){}^{241}\mathrm {Pu} \;\to \;{}^{241}\mathrm {Am} .}
Otrzymane izotopy ameryku mają liczby masowe z zakresu od 237 do 246 (plus izomer jądrowy 242m). Powstaje również podczas detonacji bomb jądrowych i termojądrowych.
Wolny metal można otrzymać przez redukcję fluorku AmF3 mieszaniną wodoru i fluorowodoru lub parami baru w wysokich temperaturach (1100 °C).

## Wykorzystanie
Do najważniejszych izotopów należą 241Am i 243Am. Izotop 241Am wykorzystywany jest w precyzyjnych urządzeniach pomiarowych (np. przemysłowych licznikach przepływu, lotniczych wskaźnikach paliwa, miernikach grubości) i czujnikach dymu (w ilości ok. 0,0002 grama i o aktywności ok. 33 kBq). Jest także wygodnym źródłem promieniowania γ o energii 59,5 keV.

## Bezpieczeństwo
Dopuszczalna aktywność izotopu 241Am w organizmie człowieka wynosi 18 kBq, a narządami krytycznymi są nerki i kości.